# Новоуспенский сельсовет (Красноярский край)
Новоуспенский сельсовет — сельское поселение в Абанском районе Красноярского края.
Административный центр — село Новоуспенка.

## Население
| 2010 | 2012 | 2013 | 2014 | 2015 | 2016 | 2017 |
| ---- | ---- | ---- | ---- | ---- | ---- | ---- |
| 890  | ↘850 | ↘833 | ↗841 | ↘820 | ↘803 | ↘785 |
| 2018 | 2019 | 2020 | 2021 |      |      |      |
| ↘766 | ↘747 | ↘737 | ↘735 |      |      |      |

## Состав сельского поселения
| № | Населённый пункт | Тип населённого пункта       | Население |
| - | ---------------- | ---------------------------- | --------- |
| 1 | Ермаковка        | деревня                      | ↘3        |
| 2 | Зимник           | деревня                      | ↘239      |
| 3 | Новогеоргиевка   | деревня                      | ↗28       |
| 4 | Новоуспенка      | село, административный центр | ↘620      |

## Местное самоуправление
Новоуспенский сельский Совет депутатов
Дата избрания: 14.03.2010. Срок полномочий: 5 лет. Количество депутатов: 7
Глава муниципального образования
- Пышкин Владимир Иванович. Дата избрания: 14.03.2010. Срок полномочий: 5 лет